# Zasław (Białoruś)
Zasław (biał. Заслаўе, Zasłauje, [za'sɫau̯je], dawniej Zasław Litewski) – miasto na Białorusi, w obwodzie mińskim, 12 km na północny zachód od Mińska nad rzeką Świsłocz; 14,2 tys. mieszkańców (2010).

## Historia
Miasto wymieniane już w X w., stolica oddzielnego księstwa zasławskiego, w XVI w. włączonego do Wielkiego Księstwa Litewskiego. Już w XI wieku miasto było silnie ufortyfikowane – większa jego część jest obecnie rezerwatem archeologicznym. Prawdopodobnie w Zasławiu (lub Uzdzie) w 1572 Maciej Kawęczyński wydrukował Biblię nieświeską.
15 kwietnia 1906 rosyjska policja wykryła w Zasławiu tajną polską szkołę, w której Antonina Wojzbun uczyła języka polskiego 25 dzieci w wieku 8–17 lat. Nauczycielka została ukarana grzywną w wysokości 50 rubli z możliwością jej zamiany na 15 dni aresztu. W latach 1919–1920 pod tymczasową polską administracją, centrum administracyjne gminy Zasław w powiecie mińskim okręgu mińskiego Zarządu Cywilnego Ziem Wschodnich.
Podczas okupacji hitlerowskiej, we wrześniu 1941 roku Niemcy utworzyli getto dla żydowskich mieszkańców. Przebywało w nim około 200 osób. 29 października 1941 roku Niemcy zlikwidowali getto, a Żydów zamordowali. 
Urodził się tu Emilian Piasecki (ur. 28 maja 1894, zm. w kwietniu 1940 w Charkowie) – major piechoty Wojska Polskiego, ofiara zbrodni katyńskiej.

## Zabytki
- Zamek w Zasławiu (w ruinie), około 1 km od dworca kolejowego. Na jego majdanie znajduje się Cerkiew Przemienienia Pańskiego, wcześniej kościół katolicki z 1577. Po zamku został zarys wału z widocznym kawałkiem muru. Obiekt opisany jest jako pomnik archeologii z XI-XVII w.
- Kościół Narodzenia Najświętszej Marii Panny z 1774 roku w stylu barokowym, w 1998 roku zwrócony katolikom